# 龚锦文
龚锦文（1919年5月—2017年7月7日），四川宣汉人，中华人民共和国政治人物。

## 生平
1933年9月参加革命工作，1936年5月加入中国共产党，历任红四方面军33军297团勤务员、通讯员，红33军医院护士，295团卫生队、参加西路军，后失败后在张掖被俘。1937年4月被辗转青海到西安，趁机逃回八路军驻西安办事处。1938年返回延安，担任抗大总校校部及抗大一、二、三大队卫生所护士长，延安保卫团卫生队实习医生，陕甘宁边区陇东分区司令部医务所、转运所所长，庆阳分区警备三团卫生队队长、分区休养所所长，平凉分区警备二团卫生队队长，西北军区夏河牧墾司令部卫生科副科长，甘青剿匪指挥部卫生处科长，成都中医进修学校副校长，成都中医学院附属医院副院长、学院教务处副处长等职务。1983年1月离职。2017年7月7日在成都逝世，享年99岁。